# Brasileia
Brasileia es un municipio brasileño, perteneciente al estado de Acre, es una ciudad fronteriza con la ciudad de Cobija en Bolivia. Tiene una población de 18.056 habitantes (2006). Su extensión es de 4.336 km² (4,16 h/km²).
Limita al norte y al este con el municipio de Xapuri, al sur con Bolivia, al oeste con el municipio de Assis Brasil, al noroeste con el municipio de Sena Madureira y al sudoeste con el municipio de Epitaciolândia.